# Champions (film, 2020)
 (septembre 2020).
Pour les articles homonymes, voir Champions (homonymie).
Pour plus de détails, voir Fiche technique et Distribution.
Champions est un documentaire canadien réalisé par Helgi Piccinin, sorti en 2020.

## Synopsis
Champions est un documentaire intimiste, dans lequel le réalisateur accompagne son frère Stéphane et son amie Audrey, deux athlètes inspirants qui vivent avec une différence intellectuelle, dans une odyssée sportive qui les mène du Canada jusqu’à Dubaï pour participer aux Jeux olympiques spéciaux.

## Fiche technique
- Titre original : Champions
- Réalisation : Helgi Piccinin
- Scénario : Helgi Piccinin
- Photographie : Helgi Piccinin
- Son : Philippe Miquel
- Montage : Juliette Guérin (Versions télévisuelles: Étienne Gagnon)
- Musique : Pierre-Luc Lecours
- Production : Philippe Miquel
- Société(s) de production : Les Vues de l'Esprit Inc.
- Société(s) de distribution : Les Films du 3 mars
- Pays d'origine :  Canada
- Langue originale : [français et anglais]
- Format : (numérique) — 16:9
- Genre : documentaire
- Durée : 94 minutes (St-Angl), 94 minutes (St-Fr), 48 minutes (surimpression vocale Fr), 44 minutes (St-Angl)
- Dates de sortie : 20 septembre 2020

## Distribution
- Stéphane Piccinin : protagoniste principal
- Audrey Vincent : protagoniste principale

## Distinctions
Le film est en sélection officielle pour les festivals suivants :
- Festival de cinéma de la Ville de Québec (première mondiale le 20 septembre 2020 à 13h)
- Lunenberg Doc festival
- FIN Atlantic International Film Festival